# Guillermo Eizaguirre Olmos
Guillermo Eizaguirre Olmos (Sevilla, 17 de maig de 1909 - Madrid, 25 d'octubre de 1986) fou un futbolista andalús dels anys 1920 i 1930 i posteriorment entrenador.

## Trajectòria
Tota la seva carrera futbolística la visqué al Sevilla FC, on debutà la temporada 1924-25, i romangué fins al 1936, coincidint amb el començament de la Guerra Civil espanyola. Fou conegut amb el sobrenom d'àngel volador.
Fou campió de segona divisió les temporades 1928-29 i 1933-34, ascendint en aquesta segona a primera divisió. El 1935 es proclamà campió de copa en la final en que el Sevillà vencé el CE Sabadell per 3 a 0. Un cop iniciada la Guerra Civil espanyola es retirà del futbol en actiu.
Fou tres cops internacional amb la selecció espanyola, en uns anys en què el porter titular de la mateixa era el mític Ricard Zamora. Aquests tres partits foren el 5 de maig de 1935 a Lisboa, el 12 de maig de 1935 a Colònia enfront Alemanya i el 19 de gener de 1936 a Madrid enfront Àustria. També fou un cop internacional amb la selecció espanyola B.
Fou seleccionador espanyol els anys 1948-1950 i 1955-1956. Al Mundial del Brasil 1950 formà tàndem amb Benito Díaz al capdavant de la selecció espanyola.

## Palmarès
Sevilla FC
- Copa espanyola:
  - 1934-35
- Campionat d'Andalusia de futbol:
  - 1924-25, 1925-26, 1926-27, 1928-29, 1929-30, 1930-31, 1931-32, 1935-36
- Segona Divisió de la lliga espanyola de futbol:
  - 1928-29, 1933-34